# Clément Prinsault
Clément Prinsault 15. századi francia heraldikus. 
Hatással volt rá Bartolo de Sassoferrato. Traité du blason (1465) című műve egyike a legkorábbi heraldikai írásoknak. Két részre oszlik: Traité és Armorial. Az első rész foglalkozik a tulajdonképpeni heraldikai elmélettel, míg a második rész egyfajta címertár. 
Az I. rész 12 fejezetre oszlik: 
1. Azokról, akiknek először volt címerük. (De ceulx qui premier trouvèrent armes – az első címerviselők közé Nagy Sándort, Hektórt stb. sorolja)
2. A címerkészítés módja. (De quelle maniére on fait armes – itt azt mondja, hogy minden címer három dologból áll: fémekből [de métal], színekből [de couleur] és prémekből [de penne])
3. Hányféle fém és szín, továbbá hányféle bundabőr van a címerekben és miként kell őket leírni (Quantes métax, quantes couleurs et quantes pennes il y a en armes et comment on les doit blasonner).
4. Mely erényt, mely jelleget, a hét bolygó és a tizenkét égi jel közül melyiket, a hét melyik napját, mely drágakövet, a három elem és a fémek közül melyiket jelképezik a címereken az említett fémek és színek. (A quelle vertu, quelle complexion, quelle des sept planettes, quel des XII signes célestes, quelle pierre précieuse, quel jour de la sepmaine, quel des III élémens et quel métal signifie en armes chascun desdits métalxs et coleurs – a szimpátiatannak megfelelően – ő is foglalkozik a fémek és a színek kapcsolatával az erényekhez, a hét bolygóhoz, a 12 égi jelhez, a drágakövekhez, a hét napjaihoz, a 3 elemhez stb.)
5. A fejezet kilenc dolgot tartalmaz melyek mindegyike a pajzs egyharmadát tölti be. (Le chapittre contient IX choses dont chascune desquelles fait le tiers de l'escu, et quant elle est plus petile, c'est devise – itt megemlíti a pajzsfőt, a cölöpöt, a harántpólyát, a pólyát, a szarufát, a forgózást, a belső keretet (rámát), a keresztet és a harántkeresztet, azaz nagyjából azokat a mesteralakokat melyeket például a szerkezeti szemléletű angol heraldikában ma is fő mesteralaknak [ordinary] tekintenek, melyek meghatározzák a többi címerábra nagyságát, számát, pózát, helyzetét stb.)
6. Itt elmondja, hogy mely dolgot kell számmal kifejezni s hol kell a számolást elhagyni vagy azt mondani, hogy bevetett (semé). (Démonstre jusques à quel nombre on doit nombrer toutes choses… et quant on doit dire sans nombre ou semé – itt azt mondja el, hogy mely dolgok milyen számban fordulnak elő: a golyók, érmek és fonalak [maximális] száma 8, a rutáké és a sakkozás mezőié 25, az állatoké és minden más tárgyé 16)
7. A színek és a fémek összeállításáról a címereken és arról, hogy mikor kétes a címer. (Fait mention de la disposition des métalx ou couleurs ou blason, et comment on peut discerner les faulses armes des vrayes – szól az alapszínekről és -fémekről, és azt állítja, hogy csak az alacsony származású és nem nemes emberek viselnek helytelen címereket, akik tapintat nélkül, a saját akaratukból veszik fel azokat ["gens de bas estat et non nobles qui sans discrétion prennent armes à leur volonté"], tehát színre színt helyeznek)
8. Hol kell a címerleírást kezdeni. (En quelle partie de l'escu on doit commencer à blasonner)
9. Bizonyos madarakról és egyéb állatokról a címerekben. (De certaines différences d'oyseaux et bestes ou blason d'armes)
10. Miként kell az oroszlánt és a leopárdot heraldikailag leírni.
11. Mi a lepény, a bizánci és hányféle kereszt van. (En quelle façon sont en armes besans, torteaux, cotire etc, et quelle différence il y a entre crois etc.)
12. Példák a címerleírásra. (Démonstre la maniére de blasonner XV escur difficilles cy aprés contenus avecques la conclusion de ce présent livre)

A francia címertani nevezéktan és ezzel a teljes francia címergyakorlat Prinsault óta máig ugyanazon a világos és pontosan meghatározott alapon áll. Jelentősége az, hogy ismerteti a francia nevezéktant és a heraldikával kapcsolatos korabeli szemléletet.

## Műve
- Clément Prinsault értekezésének több francia nyelvű kézirata is megtalálható a Bibliothèque nationale de France (BnF) állományában: MS FR5936, FR5939, FR14357